# Кершенбах
Кершенбах (нім. Kerschenbach) — громада в Німеччині, розташована в землі Рейнланд-Пфальц. Входить до складу району Вульканайфель. Складова частина об'єднання громад Обере-Киль.
Площа — 6,92 км2. Населення становить 199 ос. (станом на 31 грудня 2020).